# USS Oriskany (CV-34)
USS Oriskany (CV-34) — американский авианосец типа «Эссекс» времён Второй мировой войны.

## История
Авианосец вступил в строй 25 сентября 1950 года, став головным кораблём так называемой «длиннокорпусной серии» «Эссексов». Иногда эту серию называют «Тип Орискани». Совершил один поход во время Корейской войны: 15 сентября 1952 — 18 мая 1953 года. С 1 октября 1952 года переклассифицирован в атакующий авианосец, получил индекс CVA-34.
В марте 1953 года у одного из Chance Vought F4U Corsair под управлением лейтенанта Эдвина Л. Куммера возникли проблемы с двигателем, в связи с чем он вынужден был вернуться. Попытка избавиться от боекомплекта закончилась неудачей, 250-фунтовая бомба застряла в стойке. Куммер получил разрешение на посадку. Когда он приземлился, бомба вырвалась за пределы стойки, дважды отскочила от палубы и взорвалась. Четырнадцать человек были ранены и двое погибли: снимавший посадку летчик Томас Лео Макгроу-младший и авиатор-электрик Томас М. Йегер. На ангарной палубе возник пожар, который удалось быстро затушить. Тем временем, летчик Ричард Д. Донован, отрезал лейтенанта Куммера от ремня безопасности и помог ему выбраться из самолёта.
В марте 1954 года один из реактивных самолётов совершил аварийную посадку, возник пожар, авианосец получил небольшие повреждения. Прошёл ремонт и модернизацию по программе SCB-125A, 29 мая 1959 года вошёл в строй после ремонта.
«Орискани» принял активное участие во Вьетнамской войне, совершил 10 боевых походов, занимался эвакуацией американских граждан и представителей южно-вьетнамской администрации.
Походы в течение Вьетнамской войны:
- 1 августа 1963 — 10 марта 1964,
- 5 апреля — 16 декабря 1965,
- 26 мая — 16 ноября 1966,
- 16 июня 1967 — 31 января 1968,
- 14 апреля — 17 ноября 1969,
- 14 мая — 10 декабря 1970,
- 14 мая — 18 декабря 1971,
- 5 июня 1972 — 30 марта 1973,
- 18 октября 1973 — 5 июня 1974,
- 16 сентября 1975 — 3 марта 1976.

Во время третьего похода, 16 сентября 1966 года, спас 44 человека с потерпевшего крушение у острова Пратас судна «Аугуст Мун» (Великобритания). 26 октября того же года на «Орискани» случился пожар, для исправления полученных повреждений ушёл на Филиппины, затем — в США.
Последний поход совершил уже после произошедшей 30 июня 1975 года переклассификации и возвращения индекса CV-34.

## Окончание службы
30 сентября 1976 года корабль был выведен из боевого состава и 20 сентября 1979 года стал на консервацию. В 1989 году списан, впоследствии планировалось продать его на лом.

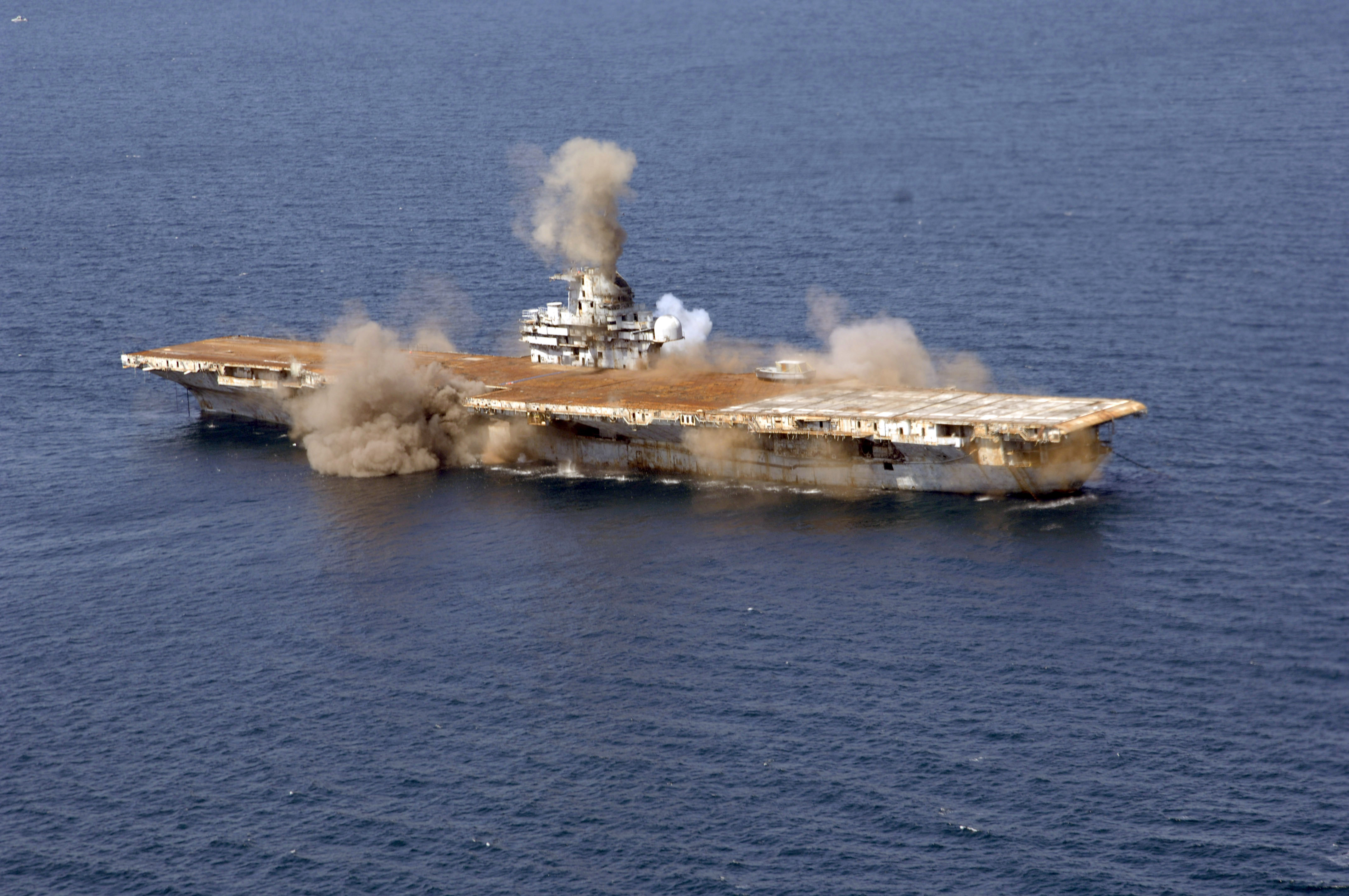
Взрывы на борту «Орискани».

Вместо продажи на металлолом Oriskany был затоплен 17 мая 2006 года в 24 милях от побережья города Пенсакола, штат Флорида. Авианосец стал искусственным рифом.
Авианосец стал крупнейшим плавучим объектом, когда-либо специально затопленным человеком. Само потопление было сложнейшей инженерной задачей. Корабль водоизмещением более 32000 тонн и длиной 265 метров тонул в течение 37 минут. По специально разработанному плану затопления на авианосце в рассчитанных местах разместили заряды взрывчатого вещества (потребовалось 225 килограммов взрывчатки), чтобы при погружении он лег на дно на ровном киле, на глубине около 60 метров, а корпус был ориентирован в направлении север-юг.